# ويليام ديفيز (كاتب)
ويليام ديفيز (بالإنجليزية: William Davies)‏ هو منتج أفلام وكاتب سيناريو بريطاني، ولد في القرن العشرين في إنجلترا في المملكة المتحدة.

## وصلات خارجية
- ويليام ديفيز على موقع IMDb (الإنجليزية)
- ويليام ديفيز على موقع ألو سيني (الفرنسية)
- ويليام ديفيز على موقع أول موفي (الإنجليزية)
- ويليام ديفيز على موقع قاعدة بيانات الأفلام السويدية (السويدية)
- ويليام ديفيز على موقع قاعدة بيانات الفيلم (الإنجليزية)
- ويليام ديفيز على موقع كينوبويسك (الروسية)